# Matthias Eduard Schweizer
Matthias Eduard Schweizer (* 8. August 1818 in Wila Kanton Zürich; † 23. Oktober 1860 in Zürich) war ein Schweizer Chemiker. Er ist für die Erfindung von Schweizers Reagens (1857) bekannt, womit sich Cellulose zur Herstellung von Kupferseide auflösen lässt. Damit war er einer der Pioniere synthetischer Textilfasern.
Schweizer wurde als Sohn des Theologen und Sozialpolitikers Ludwig Jakob Schweizer (1788–1850) und der Dorothea Bosshard geboren. Er war der jüngere Bruder des Astronomen Kaspar Gottfried Schweizer. In Zürich promoviert, wirkte er als Assistent am Polytechnikum und bis 1855 als Chemielehrer an der Oberen Industrieschule in Zürich. Außerdem war er Privatdozent und ab 1852 außerordentlicher Professor an der Universität Zürich. Er war ein Schüler (und Assistent) von Carl Löwig.
Er befasste sich vor allem mit der Analyse verschiedener Mineralien.
Die auf seiner Erfindung basierende Kupferseide (Cupro) wurde von Louis Henri Despaissis in Frankreich und Max Fremery in Deutschland entwickelt. William Crookes stellte 1881 Glühlampenfäden auf Basis von Kupfer-Zellulose her.